# Осада Пскова (1502)
Осада Пскова — событие русско-ливонской войны 1501—1503 годов. Ливонское войско во главе с магистром Вальтером фон Плеттенбергом в сентябре 1502 года осадило Псков, однако из-за неудачного штурма и приближения войск Ивана III было вынуждено снять осаду и отступить.
Согласно Псковской летописи, ливонский поход на Русь 1502 года начался с осады и артиллерийского обстрела приграничного Изборска, но эти действия не увенчались успехом. Отойдя от Изборска, пятитысячное войско ливонцев двинулось на Псков и за три дня прошло тридцать вёрст, разделяющие оба города. Псковичи предварительно сожгли посад в Завеличье. Ливонцы начали артиллерийский обстрел города, повторяя действия войска фон дер Борха при осаде Пскова 1480 года. Однако, в отличие от последнего, Плеттенберг не использовал флотилию гребных судов и не форсировал Великую прямо против крепости. Псковичи, в свою очередь, вели себя более активно, чем в 1480 году и сами атаковали противника в Завеличье. Здесь они впервые встретились с пехотой, вооружённой ручным огнестрельным оружием. Непосредственные результаты этого боя неизвестны, но магистр убедился в невозможности форсирования Великой и в неэффективности обстрела Пскова. Он пошёл на броды с целью обойти псковские войска и выйти на правый берег реки. Псковичи сумели подтянуться к бродам, где произошёл второй бой, для псковичей неудачный.
Немцам удалось форсировать Великую вброд и выйти вплотную к городским стенам. Они пошли на штурм, который, однако, провалился из-за ожесточённой обороны псковичей. Простояв у стен города два дня, ливонцы вновь отошли через брод на левый берег. Отсюда Плеттенберг начал переговоры с псковичами, требуя сдачи города для избежания участи сожжённых предместий. Видимо, расчёт магистра был также на скорый подход союзного литовского войска. Однако, узнав от пленных о приближении великокняжеских воевод с новгородским войском, Плеттенберг отдал приказ к отступлению в сторону ливонской границы. Псковские и новгородские полки начали погоню, в ходе которой произошло сражение у озера Смолина.
Неудачная осада Пскова, взятие которого было целью фон Плеттенберга, стало решающим событием всей ливонской кампании 1502 года. Даже кровопролитная Смолинская битва, рассматривавшаяся ливонскими хронистами как победа Плеттенберга, не изменила ход событий. Плеттенберг продолжил отход в пределы Ливонии.